# Red Hour Films
Red Hour Films (ou Red Hour Productions) é uma empresa de produção cinematográfica americana, administrada por Ben Stiller e, anteriormente, em conjunto com Stuart Cornfeld. O nome foi derivado de um episódio de “Star Trek - The Return of the Archons” - que apresenta um motim. No passado, Red Hour teve acordo com a New Line Cinema, que tem atualmente um acordo com a 20th Century Fox.
O primeiro filme produzido pela Red Hour foi a comédia de 2001, Zoolander, baseado no personagem modelo masculino Stiller co-criado com Drake Sather para a VH1 Fashion Awards. Stiller co-escreveu o roteiro com John Hamburg e dirigiu o filme. A Red Hour Films também produziu Dodgeball: A True Underdog Story, estrelado por Ben Stiller e Vince Vaughn, Starsky e Hutch (filme), estrelado por Stiller e Owen Wilson; Blades of Glory, protagonizado por Will Ferrell e Jon Heder e Tropic Thunder (Trovão Tropical), estrelado por Ben Stiller, Robert Downey, Jr., Jack Black e Tom Cruise. Tropic Thunder ganhou um Oscar pela nomeação de Robert Downey Jr., e ao Globo de Ouro para Downey Jr. e Tom Cruise. O filme ganhou "Melhor Comédia" no Broadcast Critics Film Awards e no Hollywood Film Awards.

## Filmes
| Ano  | Filme                                 | Diretor                         |
| ---- | ------------------------------------- | ------------------------------- |
| 2001 | Zoolander                             | Ben Stiller                     |
| 2003 | Duplex                                | Danny DeVito                    |
| 2004 | Com a Bola Toda                       | Rawson Marshall Thurber         |
| 2004 | Starsky e Hutch                       | Todd Phillips                   |
| 2006 | Tenacious D: Uma Dupla Infernal       | Liam Lynch                      |
| 2007 | Escorregando para a Glória            | Josh Gordon Will Speck          |
| 2008 | As Ruínas                             | Carter Smith                    |
| 2008 | Trovão Tropical                       | Ben Stiller                     |
| 2009 | The Boys: The Sherman Brothers' Story | Gregory V. Sherman Jeff Sherman |
| 2010 | MegaMente                             | Tom McGrath                     |
| 2010 | Submarino                             | Richard Ayoade                  |
| 2011 | O Grande Ano                          | David Frankel                   |
| 2011 | 30 Minutos ou Menos                   | Ruben Fleischer                 |

## Séries de TV
| Ano           | Série               |
| ------------- | ------------------- |
| 2018          | Escape at Dannemora |
| 2019–2022     | In the Dark         |
| 2022–presente | Severance           |
| 2023          | High Desert         |